# Francesco Bizzai
Francesco Bizzai (San Giacomo di Veglia, 23 dicembre 1932) è un ex calciatore italiano, di ruolo centrocampista.

## Carriera
Centrocampista centrale, giocò in Serie A con la SPAL, collezionando due presenze complessive in massima serie, Ha totalizzato anche 3 presenze in Serie B con la Triestina.